# 堀江行而
堀江 行而（ほりえ ゆきじ、1935年9月17日 - ）は、日本の経営者。井関農機社長を務めた。

## 経歴
静岡県出身。1958年に一橋大学経済学部を卒業し、同年4月に日本勧業銀行に入行。1988年6月に取締役に就任し、1990年3月に常務を経て、1992年3月に井関農機副社長に就任し、同年12月には社長に昇格。2001年4月には相談役に退いた。